# Belinchón
Belinchón ist eine zentralspanische Gemeinde (municipio) und ein Dorf mit 437 Einwohnern (Stand: 2024) in der Provinz Cuenca in der Autonomen Region Kastilien-La Mancha.

## Lage und Klima
Belinchón liegt etwa 75 Kilometer westlich von Cuenca in einer Höhe von ca. 695 m. Durch die Gemeinde führt die Autovía A-3. Die Gemeinde liegt in der gemäßigt warmen Klimazone. Das ganze Jahr über gibt es Niederschlag (514 mm/Jahr).

## Bevölkerungsentwicklung
| Jahr      | 1970 | 1981 | 1991 | 2006 | 2011 | 2021 |
| Einwohner | 583  | 410  | 325  | 359  | 381  | 375  |

## Sehenswürdigkeiten
- Michaeliskirche (Iglesia de San Miguel Arcángel)
- Christopheruskapelle
- Isidorkapelle
- Rathaus

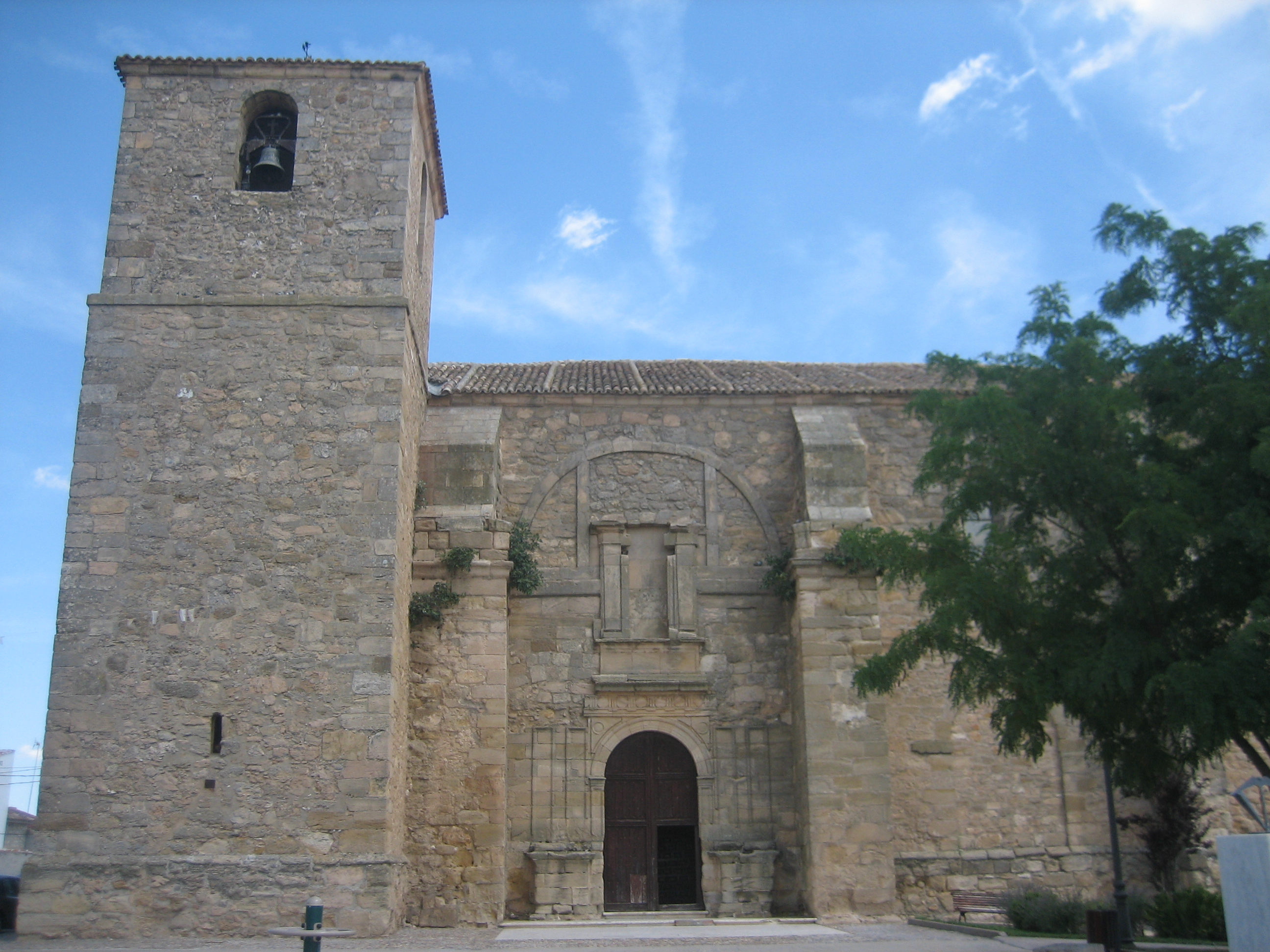
Michaeliskirche
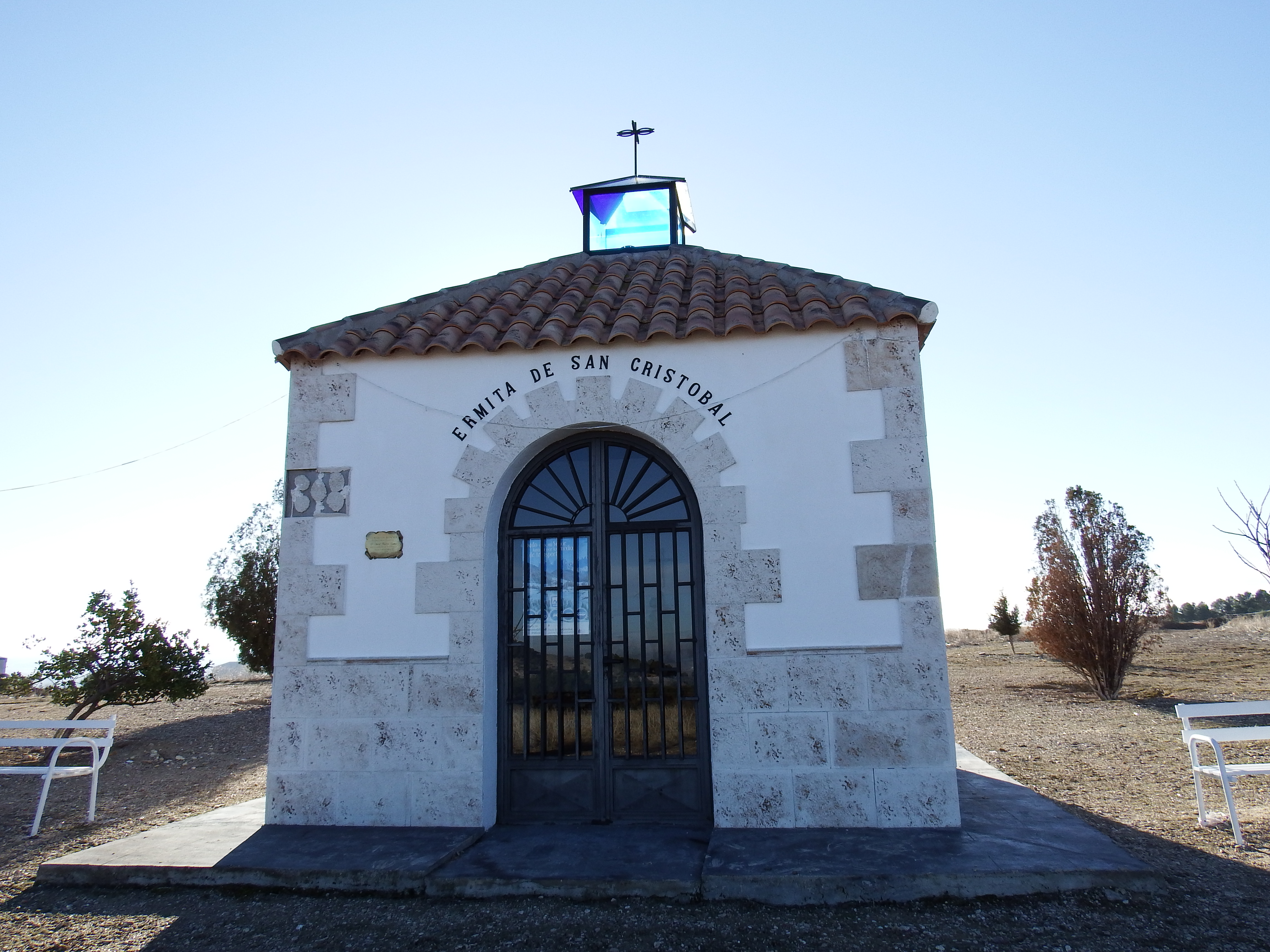
Christopheruskapelle
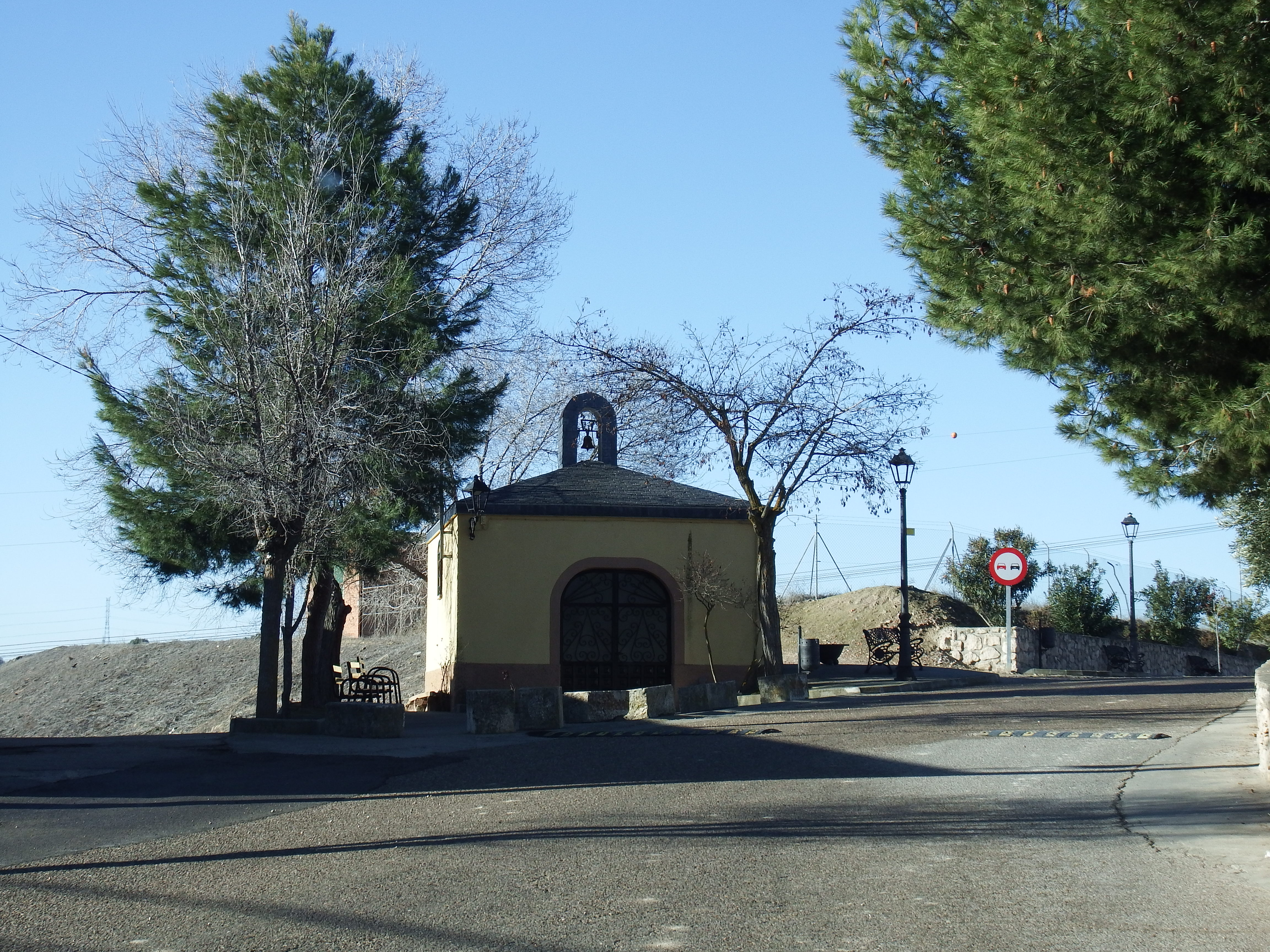
Isidorkapelle
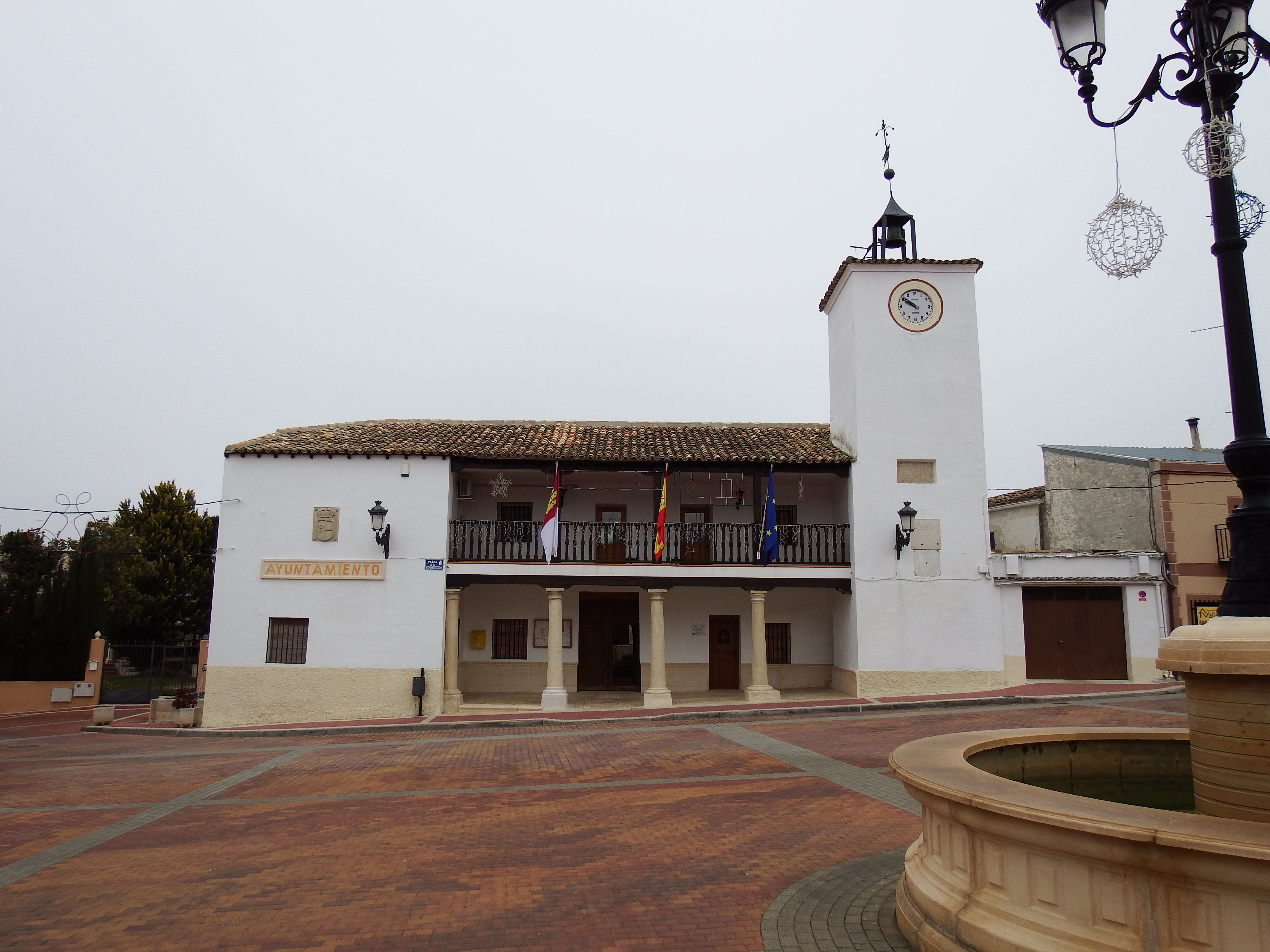
Rathaus